# Primera División (Peru)
De Primera División Peruana (Peruviaanse Eerste Divisie) is de hoogste voetbalcompetitie in het Zuid-Amerikaanse Peru. De officiële naam is vanwege sponsorcontracten Liga 1 Betsson. De competitie, georganiseerd door de Federación Peruana de Fútbol, is opgericht in 1912 en telt 19 teams.

## Geschiedenis

### Begin van voetbal in Peru

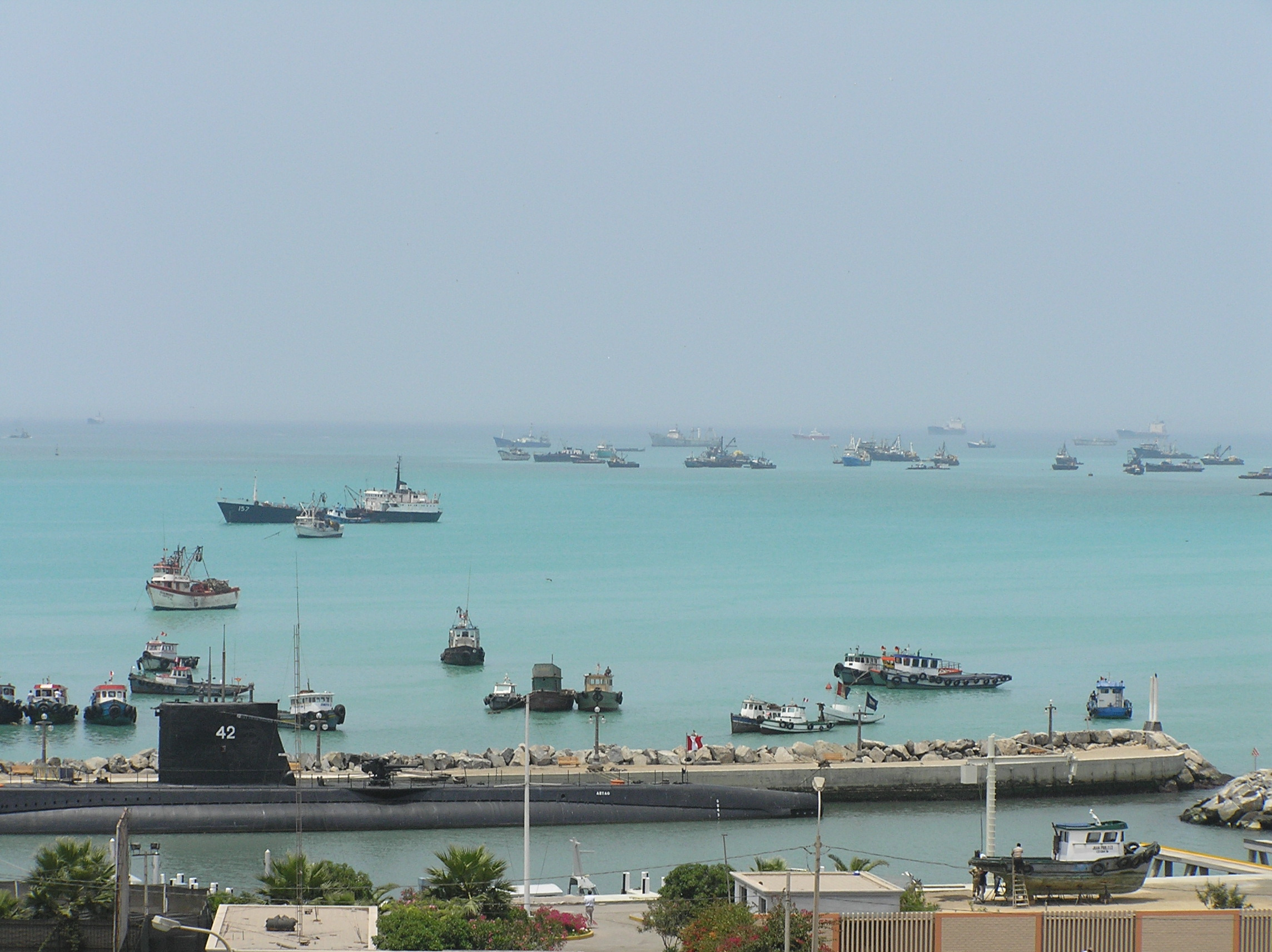
Haven van Callao, bezocht door Engelse zeelieden aan het einde van de 19e eeuw.

Voetbal werd eind 19e eeuw in Peru geïntroduceerd door Engelse zeelieden tijdens hun frequente bezoeken aan de haven van Callao. In hun vrije tijd beoefenden de matrozen voetbal en nodigden ze de "chalaco's" uit om deel te nemen. Kort daarna begon de sportrivaliteit die zich ontwikkelde tussen buitenlandse bezoekers en de lokale bevolking de aandacht te trekken van Peruanen die in andere steden woonden.

### De eerste teams
De eerste clubs in Peru werden aan het begin van de 20e eeuw opgericht om de sport te kunnen blijven beoefenen. De eerste Peruaanse club was de Lima Cricket and Football Club (opgericht in 1859), instelling opgericht door de Engelse kolonie en hun nakomelingen in Peru. Later werden andere voetbalclubs gevormd, bestaande uit Peruanen van geboorte, waaronder de Ciclista Lima Association (opgericht in 1896), dat hij, hoewel hij aanvankelijk meer op de wielersport was gericht, later voetbal in zijn activiteiten ging opnemen daarmee de oudste voetbalclub die door Peruanen is opgericht.

### Liga van Lima (1912-1921)

#### Seizoen 1912
De 1912 Peruvian Championship of Dewar Shield was de 1e editie van de Peruaanse Football League van het amateur-tijdperk. Hoewel het alleen teams uit Lima had, werd het het Peruaanse voetbalkampioenschap genoemd. De organisatie had de leiding over de Peruvian Foot Ball League, het werd gespeeld van 5 mei tot 8 september 1912 en had de deelname van acht teams. De kampioen was Lima Cricket.

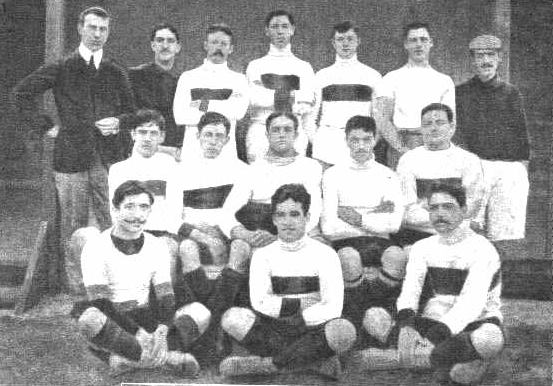
Lima Cricket, eerste kampioen van het Peruaanse toernooi.

#### Seizoen 1913
Wat betreft het vorige toernooi zijn er drie nieuwe teams: Atlético Grau No.1, Unión Miraflores en José Gálvez, ter vervanging van de gedegradeerde Sport Vitarte, Escuela Militar en Miraflores SC. Het werd gespeeld van 5 mei tot 8 september 1913 en bevatte de deelname van acht teams. De kampioen was Jorge Chávez.

#### Seizoen 1914
Het werd gespeeld van 5 mei tot 8 september 1914. De kampioen was Lima Cricket die zijn tweede titel won.

#### Seizoen 1915
Het werd gespeeld van 5 mei tot 8 september 1915 en bevatte de deelname van zeven teams. De eerste en tweede plaats in de rangschikking waren respectievelijk Sport José Gálvez en Atlético Peruano.

#### Seizoen 1916
Het Peruaanse kampioenschap of Dewar Shield van 1916 was de 5e editie van de Peruaanse voetbalcompetitie van het amateurtijdperk. Dat jaar was er geen degradatie, meerdere Second Division-teams promoveerden zelfs. De eerste en tweede plaats in de tabel waren respectievelijk Sport José Gálvez en Jorge Chávez.

#### Seizoen 1917
Het had de deelname van dertien teams, die het kampioenschap betwistten volgens het alles-tegen-alles-systeem. De kampioen was voor het eerst Juan Bielovucic. De naam van de kampioensclub is ter ere van de Peruaanse vliegenier Juan Bielovucic Cavalié.

#### Laatste edities
Sport Alianza won zijn eerste bi-kampioenschap door de titels van 1918 en 1919 te winnen. Ondertussen wonnen Sport Inca en Sport Progreso respectievelijk de kampioenschappen van 1920 en 1921. De competitie werd tien seizoenen non-stop gespeeld totdat het tijdelijk werd ontbonden. De discrepanties met de organisatie zorgden ervoor dat tussen 1922 en 1925 het toernooi niet werd gespeeld.

### Oprichting van de Peruaanse voetbalbond en een vernieuwd kampioenschap
Omdat de Peruaanse Liga in het begin niet erg formeel of officieel erkend was, werd in 1922 de Peruaanse voetbalbond opgericht. Sinds 1926 werden de toernooien weer gespeeld met de toevoeging van de teams uit Callao. Elf teams namen deel aan het toernooi van 1926, maar sommigen trokken zich halverwege het seizoen terug uit de competitie. De winnaar was CS Progreso, die vier overwinningen en twee gelijke spelen behaalde. In 1927 nam het aantal teams af tot acht en, net als in de vorige campagne, was het niet volledig gespeeld. Alianza Lima won zijn derde titel.

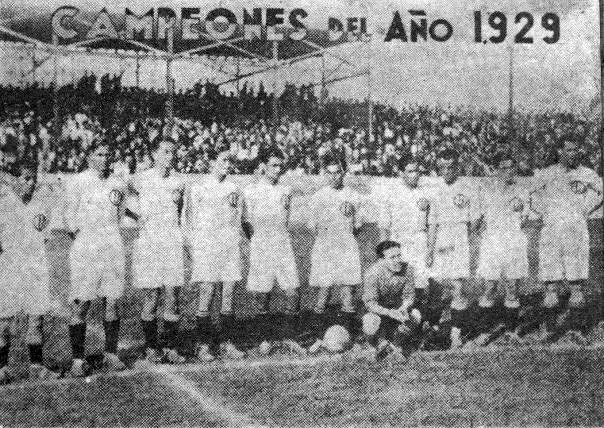
Kampioensteam van Universitario de Deportes in 1929

Alianza Lima zou in 1928 opnieuw de titel winnen. Na een tweede plaats bij het debuut in de eerste divisie, won de Universitaire Federatie in 1929 haar eerste titel. De winnaar van het toernooi uit 1930 was Atlético Chalaco en werd daarmee het eerste team uit de provincie Callao dat de titel behaalde. Alianza Lima won in de volgende drie seizoenen en was dicht bij een vierde titel als Universitario de Deportes ze niet kon verslaan in de beslissende wedstrijd van het kampioenschap van 1934. In 1935 keerde de titel terug naar de provincie Callao, maar dit keer dankzij Sport Boys (opgericht in 1927 en deelnemer sinds 1933), die de andere vier deelnemende teams versloeg. In 1936 was er geen officieel toernooi vanwege de deelname van het Peruaanse voetbalteam aan de Olympische Spelen van 1936 in Berlijn, maar er werd een vriendschappelijk toernooi gehouden, met instemming van alle clubs, waarin Universitario de Deportes de kampioen was. Het officiële kampioenschap keerde terug in 1937 en werd opnieuw gewonnen door Sport Boys.
Deportivo Municipal, een andere club die een traditioneel team werd in het Peruaanse voetbal, won zijn eerste kampioenschap in 1938 en een tweede keer in 1940, terwijl Universitario vier titels toevoegde en won in 1939 en 1941. In 1942 won Sport Boys hun derde kampioenschap. Het jaar daarop (1943) won Deportivo Municipal ook zijn derde landstitel en begon zich te vestigen als een van de beste teams in het Peruaanse voetbal.

### Professioneel toernooi
In 1951 werd het Peruaanse toernooi professioneel, de kampioen was Sport Boys.

## Opzet
De competitie wordt gespeeld door 16 teams en is sinds 1997 onderverdeeld in een apertura (opening) en een clausura (sluiting). De apertura wordt gespeeld tussen februari en juni en de clausura van juli tot december. Na de clausura spelen de winnaars van beide competitiehelften een beslissingswedstrijd om te bepalen wie de algehele kampioen van dat jaar is. Mocht een van de twee kampioenen in de andere competitiehelft niet bij de eerste zes zijn geëindigd dan vervalt de beslissingswedstrijd en is het andere team automatisch kampioen. Zowel de winnaar van de apertura als van de clausura plaatst zich direct voor de Copa Libertadores. Daarnaast plaatst het team dat in beide competitiehelften opgeteld het meeste punten weet te halen zich voor de voorrondes van de Copa Libertadores en degraderen de twee teams met het minst aantal punten.

## Teams
De teams die in 2023 uitkomen in de hoogste Peruviaanse competitie zijn:
- Universitario de Deportes (Lima)
- Sport Huancayo (Huancayo)
- Sporting Cristal (Lima)
- Alianza Lima (Lima)
- FBC Melgar (Arequipa)
- Alianza Atlético (Sullana)
- Cienciano (Cuzco)
- Club Deportivo Garcilaso (Cuzco)
- Club Deportivo Universidad César Vallejo (Trujillo)
- Sport Boys (Callao)
- Asociación Deportiva Tarma (Tarma)
- Academia Deportiva Cantolao (Callao)
- Club Atlético Grau (Piura)
- Club Carlos A. Mannucci (Trujillo)
- Deportivo Binacional Fútbol Club (Juliaca)
- Club Centro Deportivo Municipal (Lima)
- Club Universidad Técnica de Cajamarca (Cajamarca)

## Kampioenen
| Jaar | Kampioen                  |
| ---- | ------------------------- |
| 1912 | Lima Cricket              |
| 1913 | Jorge Chavez              |
| 1914 | Lima Cricket              |
| 1915 | Sport José Galvez         |
| 1916 | Sport Jose Galvez         |
| 1917 | Sport Juan Bielovucic     |
| 1918 | Sport Alianza             |
| 1919 | Sport Alianza             |
| 1920 | Sport Inca                |
| 1921 | CS Progreso               |
| 1922 | Geen competitie           |
| 1923 | Geen competitie           |
| 1924 | Geen competitie           |
| 1925 | Geen competitie           |
| 1926 | CS Progreso               |
| 1927 | Alianza Lima              |
| 1928 | Alianza Lima              |
| 1929 | Federación Universitaria  |
| 1930 | Atlético Chalaco          |
| 1931 | Alianza Lima              |
| 1932 | Alianza Lima              |
| 1933 | Alianza Lima              |
| 1934 | Universitario de Deportes |
| 1935 | Sport Boys                |
| 1936 | Geen competitie           |
| 1937 | Sport Boys                |
| 1938 | Deportivo Municipal       |
| 1939 | Universitario de Deportes |
| 1940 | Deportivo Municipal       |
| 1941 | Universitario de Deportes |
| 1942 | Sport Boys                |
| 1943 | Deportivo Municipal       |
| 1944 | Mariscal Sucre            |
| 1945 | Universitario de Deportes |
| 1946 | Universitario de Deportes |
| 1947 | Atlético Chalaco          |
| 1948 | Alianza Lima              |
| 1949 | Universitario de Deportes |
| 1950 | Deportivo Municipal       |
| 1951 | Sport Boys                |
| 1952 | Alianza Lima              |

| Seizoen | Kampioen                  |
| ------- | ------------------------- |
| 1953    | Mariscal Sucre            |
| 1954    | Alianza Lima              |
| 1955    | Alianza Lima              |
| 1956    | Sporting Cristal          |
| 1957    | Centro Iqueño             |
| 1958    | Sport Boys                |
| 1959    | Universitario de Deportes |
| 1960    | Universitario de Deportes |
| 1961    | Sporting Cristal          |
| 1962    | Alianza Lima              |
| 1963    | Alianza Lima              |
| 1964    | Universitario de Deportes |
| 1965    | Alianza Lima              |
| 1966    | Universitario de Deportes |
| 1967    | Universitario de Deportes |
| 1968    | Sporting Cristal          |
| 1969    | Universitario de Deportes |
| 1970    | Sporting Cristal          |
| 1971    | Universitario de Deportes |
| 1972    | Sporting Cristal          |
| 1973    | Defensor Lima             |
| 1974    | Universitario de Deportes |
| 1975    | Alianza Lima              |
| 1976    | Unión Huaral              |
| 1977    | Alianza Lima              |
| 1978    | Alianza Lima              |
| 1979    | Sporting Cristal          |
| 1980    | Sporting Cristal          |
| 1981    | FBC Melgar                |
| 1982    | Universitario de Deportes |
| 1983    | Sporting Cristal          |
| 1984    | Sport Boys                |
| 1985    | Universitario de Deportes |
| 1986    | San Agustín               |
| 1987    | Universitario de Deportes |
| 1988    | Sporting Cristal          |
| 1989    | Unión Huaral              |
| 1990    | Universitario de Deportes |
| 1991    | Sporting Cristal          |
| 1992    | Universitario de Deportes |
| 1993    | Universitario de Deportes |

| Seizoen | Kampioen                  |  |
| ------- | ------------------------- |  |
| 1994    | Sporting Cristal          |  |
| 1995    | Sporting Cristal          |  |
| 1996    | Sporting Cristal          |  |
| 1997    | Alianza Lima              |  |
| 1998    | Universitario de Deportes |  |
| 1999    | Universitario de Deportes |  |
| 2000    | Universitario de Deportes |  |
| 2001    | Alianza Lima              |  |
| 2002    | Sporting Cristal          |  |
| 2003    | Alianza Lima              |  |
| 2004    | Alianza Lima              |  |
| 2005    | Sporting Cristal          |  |
| 2006    | Alianza Lima              |  |
| 2007    | U. San Martin             |  |
| 2008    | U. San Martin             |  |
| 2009    | Universitario de Deportes |  |
| 2010    | U. San Martin             |  |
| 2011    | Juan Aurich               |  |
| 2012    | Sporting Cristal          |  |
| 2013    | Universitario de Deportes |  |
| 2014    | Sporting Cristal          |  |
| 2015    | FBC Melgar                |  |
| 2016    | Sporting Cristal          |  |
| 2017    | Alianza Lima              |  |
| 2018    | Sporting Cristal          |  |
| 2019    | Deportivo Binacional FC   |  |
| 2020    | Sporting Cristal          |  |
| 2021    | Alianza Lima              |  |
| 2022    | Alianza Lima              |  |

## Titels per club
| Club                      | Titels | Vicetitels | Seizoenen                | Seizoenen                                 | Seizoenen |
| Club                      | Titels | Vicetitels | Liga de Lima (1912-1921) | Amateurtijdperk Lima & Callao (1926-1950) | Proftijdperk Lima & Callao (1951 - 1965) Descentralizado (1966-heden)                                                  |
| ------------------------- | ------ | ---------- | ------------------------ | ----------------------------------------- | --- |
| Universitario de Deportes | 26     | 15         |                          | 1929, 1934, 1939, 1941, 1945, 1946, 1949  | 1959, 1960, 1964, 1966, 1967, 1969, 1971, 1974, 1982, 1985, 1987, 1990, 1992, 1993, 1998, 1999, 2000, 2009, 2013       |
| Alianza Lima              | 25     | 21         | 1918, 1919               | 1927, 1928, 1931, 1932, 1933, 1948        | 1952, 1954, 1955, 1962, 1963, 1965, 1975, 1977, 1978, 1997, 2001, 2003, 2004, 2006, 2017, 2021, 2022                   |
| Sporting Cristal          | 20     | 14         |                          |                                           | 1956, 1961, 1968, 1970, 1972, 1979, 1980, 1983, 1988, 1991, 1994, 1995, 1996, 2002, 2005, 2012, 2014, 2016, 2018, 2020 |
| Sport Boys                | 6      | 9          |                          | 1935, 1937, 1942                          | 1951, 1958, 1984 |
| Deportivo Municipal       | 4      | 8          |                          | 1938, 1940, 1943, 1950                    | |
| Universidad de San Martín | 3      | 0          |                          |                                           | 2007, 2008, 2010 |
| Lima Cricket F. B. C.     | 2      | 1          | 1912, 1914               |                                           | |
| Sport José Gálvez (d)     | 2      | 0          | 1915, 1916               |                                           | |
| Sport Progreso (d)        | 2      | 1          | 1921                     | 1926                                      | |
| Atlético Chalaco          | 2      | 4          |                          | 1930, 1947                                | |
| Mariscal Sucre (d)        | 2      | 2          |                          | 1944                                      | 1953 |
| Unión Huaral              | 2      | 1          |                          |                                           | 1976, 1989 |
| FBC Melgar                | 2      | 3          |                          |                                           | 1981, 2015 |
| Jorge Chávez Nr. 1 (d)    | 1      | 2          | 1913                     |                                           | |
| Sport Juan Bielovucic (d) | 1      | 0          | 1917                     |                                           | |
| Sport Inca (d)            | 1      | 0          | 1920                     |                                           | |
| Centro Iqueño             | 1      | 0          |                          |                                           | 1957 |
| Defensor Lima             | 1      | 0          |                          |                                           | 1973 |
| Deportivo San Agustín     | 1      | 0          |                          |                                           | 1986 |
| Juan Aurich               | 1      | 2          |                          |                                           | 2011 |

(d): Verdwenen club.

## Eeuwige ranglijst
Vetgedrukt de clubs die in 2022 in de hoogste klasse spelen.
| Club                             | Stad           | /106 | Periode (1912-1921, 1926-1935, 1937-2022)                        |
| -------------------------------- | -------------- | ---- | ---------------------------------------------------------------- |
| Alianza Lima                     | Lima           | 104  | 1912-1921, 1926-1928, 1930-1935, 1937-1938, 1940-                |
| Universitario de Deportes        | Lima           | 94   | 1928-1935, 1937-                                                 |
| Sport Boys                       | Callao         | 81   | 1933-1935, 1937-1987, 1990-2008, 2010-2012, 2018-                |
| Deportivo Municipal              | Lima           | 72   | 1937-1967, 1969-2000, 2007, 2015-                                |
| Sporting Cristal                 | Lima           | 67   | 1956-                                                            |
| FBC Melgar                       | Arequipa       | 53   | 1966, 1971-                                                      |
| Atlético Chalaco                 | Callao         | 45   | 1926-1931, 1937-1962, 1973-1985                                  |
| Cienciano                        | Cuzco          | 40   | 1973-1977, 1984-2015, 2020-                                      |
| Juan Aurich                      | Chiclayo       | 34   | 1967-1983, 1988, 1991, 1998-2002, 2008-2007                      |
| Ciclista Lima                    | Lima           | 32   | 1927-1934, 1938-1940, 1947-1948, 1950-1965, 1994-1996            |
| Mariscal Sucre                   | Lima           | 31   | 1933-1935, 1937-1958, 1960-1961, 1963, 1966-1968                 |
| Alianza Atlético                 | Sullana        | 28   | 1988, 1990-2011, 2015-2017, 2021                                 |
| León de Húanuco                  | Huánuco        | 26   | 1972-1979, 1981-1983, 1985-1986, 1988-1989, 1991-1995, 2010-2015 |
| Centro Iqueño                    | Lima           | 26   | 1942-1946, 1949-1969                                             |
| Sporting Tabaco                  | Lima           | 25   | 1929-1934, 1937-1955                                             |
| Unión Huaral                     | Huaral         | 24   | 1974-1991, 1993, 1995, 2003-2006                                 |
| Defensor Lima                    | Lima           | 24   | 1961-1978, 1989-1994                                             |
| Coronel Bolognesi                | Tacna          | 23   | 1977-1991, 2002-2009                                             |
| Colegio Nacional Iquitos         | Iquitos        | 22   | 1973-1989, 1991-1992, 2009-2011                                  |
| Carlos Mannucci                  | Trujillo       | 22   | 1968-1972, 1974-1976, 1984-1988, 1990-1994, 2019-                |
| Universidad Ténica de Cajamarca  | Cajamarca      | 21   | 1982-1988, 1990-1993, 2013-                                      |
| Universidad San Martín de Porres | Lima           | 19   | 2004-                                                            |
| Atlético Torino                  | Talara         | 18   | 1970-1973, 1978-1981, 1983-1987, 1990-1991, 1995-1997            |
| Deportivo Junín                  | Huancayo       | 16   | 1974-1989                                                        |
| Atlético Grau                    | Piura          | 16   | 1966-1970, 1972-1975, 1986-1988, 1990-1991, 2020, 2022-          |
| Universidad César Vallejo        | Trujillo       | 15   | 2004-2005, 2008-2016, 2019-                                      |
| Unión Minas                      | Cerro de Pasco | 15   | 1986-1990, 1992-2001                                             |
| Alfonso Ugarte                   | Puno           | 15   | 1974-1991                                                        |
| Sportivo Tarapacá Ferrocarril    | Callao         | 14   | 1917-1919, 1926-1935, 1937                                       |
| Octavio Espinosa                 | Ica            | 14   | 1966-1971, 1984-1991                                             |
| Sport Huancayo                   | Huancayo       | 14   | 2009-                                                            |
| Ayacucho FC                      | Ayacucho       | 14   | 2009-                                                            |
| Deportivo Sipesa                 | Huancayo       | 13   | 1992-2004                                                        |
| Jorge Chávez Nº 2                | Callao         | 12   | 1915-1921, 1926, 1928-1929, 1948, 1950                           |
| José Gálvez FBC                  | Chimbote       | 12   | 1971-1973, 1984-1985, 1997, 2006, 2008-2010 2012, 2014           |
| San Agustín                      | Lima           | 12   | 1985-1986                                                        |
| Sport Progreso                   | Lima           | 11   | 1918-1921, 1926-1930, 1932-1933                                  |
| Asociación Deportiva             | Tarma          | 11   | 1980-1989, 1991                                                  |
| Sport Inca                       | Lima           | 10   | 1912-1921                                                        |
| Jorge Chávez Nº 1                | Lima           | 9    | 1912-1914, 1916-1921                                             |
| Circolo Sportivo Italiano        | Lima           | 9    | 1926-1934                                                        |
| Unión Comercio                   | Moyobamba      | 9    | 2011-2019                                                        |
| Cusco FC                         | Cuzco          | 10   | 2012-2021                                                        |
| Defensor Arica                   | Lima           | 8    | 1965-1972                                                        |
| Academia Cantolao                | Callao         | 6    | 2017-                                                            |
| Defensor ANDA                    | Aucayacu       | 6    | 1984-1989                                                        |
| Unión Buenos Aires               | Callao         | 6    | 1926-1931                                                        |
| Juventud La Joya                 | Chancay        | 6    | 1985-1990                                                        |
| Juventud La Palma                | Huacho         | 6    | 1979-1980, 1984-1987                                             |
| Diablos Rojos                    | Juliaca        | 6    | 1984-1985, 1988-1991                                             |
| Sport José Gálvez                | Lima           | 6    | 1957-1917, 1920-1921, 1926                                       |
| Atlético Peruano                 | Lima           | 6    | 1914-1919                                                        |
| Association Alianza              | Lima           | 6    | 1918-1921, 1927-1928                                             |
| Sportivo Unión                   | Lima           | 6    | 1928-1933                                                        |
| Porvenir Miraflores              | Lima           | 6    | 1957, 1967-1971                                                  |
| Atlético Huracán                 | Moquegua       | 6    | 1985-1990                                                        |
| Binacional                       | Desaguadero    | 5    | 2018-                                                            |
| Carlos Concha                    | Callao         | 5    | 1954, 1956, 1964-1966                                            |
| KDT Nacional                     | Callao         | 5    | 1962-1964, 1968-1969                                             |
| Sport Áncash                     | Huaraz         | 5    | 2005-2009                                                        |
| Sport Juan Bielovucic            | Lima           | 5    | 1916-1919, 1921                                                  |
| Alianza Chorrillos               | Lima           | 5    | 1917-1919, 1928-1959                                             |
| Internazionale                   | San Borja      | 5    | 1987-1991                                                        |
| Unión Tumán                      | Tumán          | 5    | 1971-1975                                                        |
| Deportivo Cañaña                 | Lambayeque     | 4    | 1987-1988, 1990-1991                                             |
| Unión Miraflores                 | Lima           | 4    | 1913, 1915-1917                                                  |
| AELU                             | Lima           | 4    | 1988-1991                                                        |
| Deportivo Pucallpa               | Pucallpa       | 4    | 1985-1988                                                        |
| Mina San Vicente                 | San Ramón      | 4    | 1987-1989, 1991                                                  |
| Estudiantes de Medicina          | Ica            | 4    | 2001-2004                                                        |
| FBC Aurora                       | Arequipa       | 3    | 1989-1991                                                        |
| Total Chalaco                    | Arequipa       | 3    | 2007, 2009-2010                                                  |
| Unión Callao                     | Callao         | 3    | 1951, 1953, 1955                                                 |
| Deportivo Sima                   | Callao         | 3    | 1970, 1972-1973                                                  |
| Comerciantes Unidos              | Cutervo        | 3    | 2016-2018                                                        |
| Hungaritos Agustinos             | Iquitos        | 3    | 1986-1988                                                        |
| Lima Cricket                     | Lima           | 3    | 1912-1914                                                        |
| Sport Vitarte                    | Lima           | 3    | 1912, 1918-1919                                                  |
| Unión Perú                       | Lima           | 3    | 1917-1919                                                        |
| Fraternal Barranco               | Lima           | 3    | 1917-1919                                                        |
| Sport Huáscar                    | Lima           | 3    | 1919-1921                                                        |
| Lawn Tennis de la Exposición     | Lima           | 3    | 1928, 1930-1931                                                  |
| Hidroaviación                    | Lima           | 3    | 1929-1931                                                        |
| Mariscal Castilla                | Lima           | 3    | 1958-1960                                                        |
| Guardia Republicana              | Lima           | 3    | 1986, 1988, 1996                                                 |
| Juvenil Los Ángeles              | Moquegua       | 3    | 1987, 1990-1991                                                  |
| Libertad                         | Trujillo       | 3    | 1988, 1990-1991                                                  |
| Aurich-Cañaña                    | Chiclayo       | 3    | 1994-1996                                                        |
| Sport Coopsol Trujillo           | Trujillo       | 3    | 2000-2002                                                        |
| Atlético Universidad Nacional    | Arequipa       | 3    | 2003-2005                                                        |
| Alianza Universidad              | Huánuco        | 4    | 1991, 2019-2021                                                  |
| FC Carlos Stein                  | Lambayeque     | 2    | 2020, 2022-                                                      |
| Sáenz Peña                       | Callao         | 2    | 1920-1921                                                        |
| Jorge Washington                 | Callao         | 2    | 1926, 1928                                                       |
| Alianza Frigorífico              | Callao         | 2    | 1928, 1931                                                       |
| Chanchamayo FC                   | Chanchamayo    | 2    | 1984-1985                                                        |
| Sport Pilsen                     | Guadalupe      | 2    | 1984-1985                                                        |
| Sport Rosario                    | Huaraz         | 2    | 2017-2018                                                        |
| Mariscal Nieto                   | Ilo            | 2    | 1986, 1991                                                       |
| Club José Gálvez                 | Lima           | 2    | 1914-1915                                                        |
| Association FC                   | Lima           | 2    | 1912-1913                                                        |
| Atlético Grau Nº 1               | Lima           | 2    | 1913-1914                                                        |
| Sporting Fry                     | Lima           | 2    | 1914-1915                                                        |
| Sportivo Lima                    | Lima           | 2    | 1918-1919                                                        |
| Alipio Ponce                     | Mazamari       | 2    | 1988-1989                                                        |
| Los Espartanos                   | Pacasmayo      | 2    | 1985-1986                                                        |
| Deportivo Hospital               | Pucallpa       | 2    | 1984, 1989                                                       |
| Alfonso Ugarte de Chiclín        | Trujillo       | 2    | 1966-1967                                                        |
| 15 de Setiembre                  | Trujillo       | 2    | 1988, 1990                                                       |
| Deportivo Yurimaguas             | Ventanilla     | 2    | 1991-1992                                                        |
| Deportivo Tintaya                | Yauri          | 2    | 1988-1989                                                        |
| Deportivo Pacífico               | Zarumilla      | 2    | 1990-1991                                                        |
| La Loretana                      | Pucallpa       | 2    | 1996-1997                                                        |
| Cobresol FBC                     | Moquegua       | 2    | 2011-2012                                                        |
| Sportivo Huracán                 | Arequipa       | 1    | 1973                                                             |
| FBC Piérola                      | Arequipa       | 1    | 1974                                                             |
| Social Magdalena                 | Ayacucho       | 1    | 1989                                                             |
| Alberto Secada                   | Callao         | 1    | 1928                                                             |
| Telmo Carbajo                    | Callao         | 1    | 1937, 1941-1942                                                  |
| Progresista Apurímac             | Callao         | 1    | 1938                                                             |
| Atlético Deportivo Olímpico      | Callao         | 1    | 1971                                                             |
| Barrio Frigorífico               | Callao         | 1    | 1974                                                             |
| Unión Huayllaspanca              | Huancayo       | 1    | 1991                                                             |
| Unión Pesquero                   | Ilo            | 1    | 1974                                                             |
| Walter Ormeño                    | Imperial       | 1    | 1974                                                             |
| Chacarita Versalles              | Iquitos        | 1    | 1989                                                             |
| Atlético Morba                   | La Esperanza   | 1    | 1990-1991                                                        |
| Miraflores SC                    | Lima           | 1    | 1912                                                             |
| Escuela Militar                  | Lima           | 1    | 1912                                                             |
| Sport Tacna Nº 1                 | Lima           | 1    | 1916                                                             |
| Escuela de Artes                 | Lima           | 1    | 1917                                                             |
| Unión Barranco                   | Lima           | 1    | 1921                                                             |
| Pirata FC                        | Chiclayo       | 1    | 2019                                                             |
| Teniente Ruiz                    | Lima           | 1    | 1926                                                             |
| Deportivo Nacional               | Lima           | 1    | 1926                                                             |
| Lawn Tennis FC                   | Lima           | 1    | 1998                                                             |
| Association Chorrillos           | Lima           | 1    | 1952                                                             |
| Santa Catalina                   | Lima           | 1    | 1928                                                             |
| Unión Foot Ball Club             | Lima           | 1    | 1928                                                             |
| José Olaya                       | Lima           | 1    | 1928                                                             |
| Unión Carbone                    | Lima           | 1    | 1934                                                             |
| Sportivo Melgar                  | Lima           | 1    | 1937                                                             |
| Atlético Córdova                 | Lima           | 1    | 1939                                                             |
| Santiago Barranco                | Lima           | 1    | 1942                                                             |
| Unión América                    | Lima           | 1    | 1959                                                             |
| Atlético Minero                  | Matucana       | 1    | 2008                                                             |
| Alianza Naval                    | Mollendo       | 1    | 1988                                                             |
| Atlético Belén                   | Moyobamba      | 1    | 1989                                                             |
| San Martín                       | Pucallpa       | 1    | 1989                                                             |
| Deportivo Bancos                 | Pucallpa       | 1    | 1991                                                             |
| Unión Tarapoto                   | Tarapoto       | 1    | 1989                                                             |
| Alcides Vigo                     | Lima           | 1    | 1997                                                             |
| IMI                              | Talara         | 1    | 1999                                                             |
| Pacíifo FC                       | Lima           | 1    | 2013                                                             |
| Los Caimanes                     | Puerto Eten    | 1    | 2014                                                             |
| San Simón                        | Moquegua       | 1    | 2014                                                             |
| Sport Loreto                     | Pucallpa       | 1    | 2015                                                             |
| Defensor La Bocana               | Sechura        | 1    | 2016                                                             |
| Deportivo Llacuabamba            | Parcoy         | 1    | 2020                                                             |